# Vetëvendosje!
Lëvizja Vetëvendosje! (adică Mișcarea pentru Autodeterminare! în albaneză, cunoscută prin abrevierea VV sau LVV) este un partid politic din Kosovo fondat în 2005; are sediul în Pristina.
Este un partid de ideologie radicală, naționalist, care se opune amestecului străin în afacerile interne ale Kosovo și propune exercitarea directă a suveranității poporului ca element de autodeterminare.